# Tô Ngọc Thanh
Tô Ngọc Thanh (24 tháng 6 năm 1934 - 24 tháng 4 năm 2024), là một học giả, Giáo sư và nhà nghiên cứu khoa học người Việt Nam. Ông là con của họa sĩ Tô Ngọc Vân.

## Tiểu sử
Ông sinh ngày 24 tháng 6 năm 1934 tại phòng phụ sản của ông đỡ Tiến ở số 42 Rue Takou (nay là phố Hàng Cót). Quê quán của ông là làng Xuân Cầu, xã Nghĩa Trụ, huyện Văn Giang, tỉnh Hưng Yên. Ông là Đảng viên Đảng Cộng sản Việt Nam, được cấp bằng Tiến sĩ năm 1978, bằng Tiến sĩ Khoa học năm 1987. Năm 1984 ông được phong chức danh Phó Giáo sư và Giáo sư vào năm 1991
Ông qua đời sáng 24 tháng 4 năm 2024, tại Hà Nội, hưởng thọ 90 tuổi.

## Quá trình công tác
Thi lần đầu, ông đã trúng tuyển và tốt nghiệp loại giỏi Khoá 1, Trường âm nhạc Việt Nam (1956-1959). Năm 1978, ông bảo vệ thành công xuất sắc Luận án và được phong học vị Phó Tiến sĩ (nay là Tiến sĩ) tại Nhạc viện Quốc gia Bulgaria. Năm 1988, ông bảo vệ Luận văn xuất sắc và được phong học vị Tiến sĩ Khoa học về chuyên ngành Âm nhạc tại Nhạc viện Quốc gia Bulgaria. Ông được phong Phó Giáo sư năm 1984 và được phong Giáo sư năm 1991. Ông đã hướng dẫn có hiệu quả cao luận án khoa học Văn hoá, Âm nhạc... cho nhiều Nghiên cứu sinh bảo vệ thành công xuất sắc học vị Thạc sĩ  và học vị Tiến sĩ.
Năm 1990, ông được bổ nhiệm chức Phó viện trưởng Viện Nghiên cứu Văn hoá Nghệ thuật. Năm 1996, ông được bổ nhiệm chức Viện trưởng của Viện này. Từ năm 1989 đến 2015, ông được bầu vào nhiều chức vụ trong cùng một thời gian, ví dụ như: liên tục 6 nhiệm kỳ, từ khoá 2 (1989-1995) đến khóa 7 (2015-2020), ông được Đại hội toàn quốc Hội Văn Nghệ dân gian Việt Nam bầu làm Tổng Thư ký rồi Chủ tịch Hội, kiêm Bí thư Đảng Đoàn Hội văn Nghệ Dân gian Việt Nam. Từ năm 1991 đến 1999, ông giữ chức ủy viên Đoàn Chủ tịch. Ông được Đại hội Uỷ ban toàn quốc Liên hiệp các Hội Văn học-Nghệ thuật Việt Nam bầu làm Tổng Thư ký của Liên hiệp từ năm 1996-2000 và làm Phó Chủ tịch Hội năm 2010 đến năm 2015.Từ năm 1999 đến 2005, ông giữ chức Uỷ viên Ban Thường vụ Hội đồng Quốc tế Âm nhạc Truyền thống ICTM của UNESCO.
Ngoài ra, ông còn giữ chức Uỷ viên Ban chấp hành Hội các nhà Âm nhạc dân tộc học châu Á - Thái Bình Dương (APSE). Ông là người có công lao trong việc sáng lập, viết giáo trình, trực tiếp giảng dạy với chất lượng chuyên sâu rất cao bộ môn Bảo tồn Âm nhạc Dân tộc Cổ truyền Việt Nam (Vietnam Ethonomusicology).

## Hoạt động nghiên cứu khoa học

### Đề tài khoa học
Ông đã hoàn thành 2 đề tài cấp ASEAN, 3 đề tài cấp Nhà nước.

### Sách
- Fôn - clo Bâhnar (chủ biên), Sở Văn hóa Thông tin Gia Lai - Kon Tum, 1988.
- Giới thiệu một số nhạc cụ dân tộc thiểu số Việt Nam, Trung tâm Văn hóa dân tộc thành phố Hồ Chí Minh, 1995.
- Musical instrument of Việt Nam’s Minorities, Nhà xuất bản. Thế giới 1997.
- Âm nhạc dân gian Thái Tây Bắc, Nhà xuất bản. Âm nhạc, Hà Nội, 1998.
- Tư liệu âm nhạc dân tộc cổ truyền, viết chung với Hồng Thao, Nhà xuất bản. Âm nhạc, 1982.
- Các vùng văn hóa Việt Nam, chủ biên: Đinh Gia Khánh và Cù Huy Cận, Nhà xuất bản. Văn học, Hà Nội, 1955.
- Tư liệu âm nhạc cung đình Việt Nam, chủ biên, Nhà xuất bản. Âm nhạc, Viện Âm nhạc xuất bản, Hà Nội, 1999, song ngữ Việt - Anh.

### Bài tạp chí, báo cáo khoa học
Ông đã công bố 200 bài trên các tạp chí trong nước và nước ngoài bằng tiếng Anh, tiếng Nga, tiếng Bulgaria và tiếng Việt.

## Khen thưởng
Ông vinh dự được Nhà nước tặng thưởng 1 Huân chương Độc lập hạng Nhì (2019), 1 Huân chương Kháng chiến chống Pháp hạng nhì, 1 Huân chương Kháng chiến chống Mỹ hạng Nhất, 1  Huân chương Lao động hạng Nhất (2001) và nhiều huy chương các loại.
Ông còn vinh dự nhận giải thưởng Nhà nước về văn học nghệ thuật năm 2001